# Stawros Lambrinidis
Stawros Lambrinidis, gr. Σταύρος Λαμπρινίδης (ur. 6 lutego 1962 w Atenach) – grecki prawnik, polityk, od 2004 do 2011 poseł do Parlamentu Europejskiego, minister spraw zagranicznych Grecji w 2011, ambasador UE w USA.

## Życiorys
Ukończył ekonomię i nauki polityczne na Amherst College oraz prawo na Yale University (1988). Pracował jako prawnik w kancelarii WilmerHale w Waszyngtonie. W latach 90. był doradcą i urzędnikiem w rządzie Grecji. Zajmował się problemami greckiej diaspory. W latach 1999–2004 zajmował stanowisko ambasadora ad personam Republiki Grecji.
W 2004 został wybrany do Parlamentu Europejskiego z listy PASOK. W PE przystąpił do frakcji socjalistycznej. Zasiadł w Komisji Wolności Obywatelskich, Sprawiedliwości i Spraw Wewnętrznych. W 2009 z powodzeniem starał się o reelekcję, został wówczas wiceprzewodniczącym PE.
Stawros Lambrinidis jest autorem raportu w sprawie bezpieczeństwa i podstawowych wolności w Internecie, przyjętego przez Parlament Europejski 26 marca 2009. Raport podkreślał konieczność upowszechniania bezpiecznego dostępu do Internetu i walki z analfabetyzmem cyfrowym, zwalczania przestępstw internetowych oraz ochrony prywatności użytkowników internetu. Podczas głosowania w PE odrzucono zgłoszone przez francuskich europosłów Jacques’a Toubona i Jean-Marie Cavadę poprawki mające umożliwić stosowanie zasady trzech uderzeń.
17 czerwca 2011 został mianowany przez premiera Jorgosa Papandreu na urząd ministra spraw zagranicznych. Zakończył urzędowanie 11 listopada tego samego roku. W 2012 został specjalnym przedstawicielem UE ds. praw człowieka. W 2019 objął urząd ambasadora Unii Europejskiej w Stanach Zjednoczonych; funkcję tę pełnił do 2023.